# Beca
Becā  (hebrejsko ביצה‎) ali Beica (aramejsko ביעה) je sedma razprava iz drugega dela (reda) Mišne in osma razprava iz Talmuda z naslovom Moed (Prazniki), ki obravnava dovoljenja in prepovedi priprave hrane ob sobotah in praznikih. Začenja se z razpravami Hilelove in Šamajeve šole o teh vprašanjih. Sledijo eruv tavšilin in nekateri halaški predpisi o sobotnem kuhanju in gibanju in drugi predpisi. 
Naslov Becā, ki pomeni jajce, izhaja iz prve besede razprave, ki se začenja z »Jajce, ki je znešeno na praznik«. Ponekod razpravo naslavljajo Jom tov – Praznik.

## Naslovi poglavij
1. בֵּיצָה (Jajce, deset mišen) obravnava spore med šolama Beit Shammai in Beit Hillel glede zakonov mukca na Jom tov. Beit Shammai dovoljuje uživanje vsega, kar je bilo pripravljeno na predvečer Yom Tov, Beit Hillel pa to prepoveduje.
2. יוֹם טוֹב  (Jom tov, deset mišen) obravnava zakone, ki veljajo na Jom tov in se uporabljajo na predvečer šabata. Na Jom tov je dovoljeno uživanje samo dušne hrane. Prepovedano je pripravljanje jedi za šabat, ki sledi.
3. אֵין צָדִין (Ne obstaja nobena stran, osem mišen) obravnava zakone o lovu na Jom tov in posebne primere, v katerih se lahko domov pripelje žival, ki ni košer, in pogoje, pod katerimi lahko nekdo to žival obdrži.
4. הַמֵּבִיא (Sedmo poglavje, sedem mišen) se ukvarja z drevesom, ki se lahko poseka za ogrevanje na Šabat. V nadaljevanju obravnava prepovedi, ki veljajo na Jom tov.
5. מַשִּׁילִין (Mišlein, sedem mišen)  obravnava svetost praznikov in navaja, da je edina razlika med Jom tovom in šabatom v duševni hrani.

Celotna razprava vsebuje 42 mišen.

## Sklic
1. ↑  Eugen Weber: Talmud, Otokar Keršovani-Rijeka, Reka 1982, str. 53.